# Draba amoena
Draba amoena är en korsblommig växtart som beskrevs av Otto Eugen Schulz. Draba amoena ingår i släktet drabor, och familjen korsblommiga växter. Inga underarter finns listade i Catalogue of Life.